# Queenscliff, New South Wales
Queenscliff este o suburbie în Sydney, Australia.